# William Clauson
William Clauson, född 2 maj 1930 i Ashtabula, Ohio, USA, död 3 september 2017 i Tijuana, Mexiko, var en amerikansk musiker, sångare och gitarrist med svenska rötter.

## Biografi
Fadern kom från Viskafors och hette Klasson och modern från Vetlanda. De hade utvandrat till USA, men flyttade under 1930-talet tillfälligtvis tillbaka till Viskafors, där William bodde då han var mellan två och sex år. Sedan flyttade familjen tillbaka över Atlanten, men nu till Hollywood. Hemma i USA började Clauson uppträda som kringvandrande vissångare, inspirerad av den då populäre folksångaren Burl Ives. Han kom tillbaka till Sverige 1954 och gifte sig med svenska Christina 1954. Samma år spelade han in sin första skiva: Så förargligt Elinor/En regnvisa.
Han medverkade i radio och gjorde flera skivinspelningar. Clausons repertoar var ovanligt bred och omfattade det mesta från barnvisor, Taube-tolkningar, amerikansk och brittisk folkmusik till latinamerikanska sånger, såväl på originalspråk som i svensk översättning. Han blev riksbekant efter ett framträdande i teveprogrammet Hylands hörna 1962 och hade soloframträdanden i Stockholms konserthus. Trots att han idag är bortglömd, bör hans insatser som förnyare av det svenska folkviseidiomet kommas ihåg. Han samarbetade tidvis med Olle Adolphson, som kallade Clauson för en av "de stora killarna".
Åren 1963–1970 var William Clauson bosatt i Stockholm, och där öppnade han den mexikanska restaurangen El Sombrero. 
Tillsammans med Roland Bengtsson svarade han för en omfattande gitarrkurs som sändes i Sveriges Radio.
På 1970-talet bosatte sig William Clauson åter i USA och de sista åren bodde han i Tijuana, Mexiko. Han spelade sammanlagt in ett 40-tal album. William Clauson återvände för första gången på 30 år till Sverige sommaren 2007 och spelade i Sverige så sent som 23 maj 2012 (enligt hans hemsida).

## Diskografi (LP och CD) i urval
- William Clausons bästa 1954-1975 . CD.  Svensk musik kultur : PCCD 0804. 2009. Tidigare utgivet 1954-1975.
- William Clauson sjunger till Gunnar Hahns orkester. Live i Sveriges Radio 1960-63. CD. Svensk musikkultur : PCCD 0802. 2009.
- Fragancia m fl Taubevisor. LP. MGM : SE 4198.
- Songs of the sea. LP. Parlophone : PMC 1201. 1963.
- William Clauson sjunger Carl Michael Bellman. CD. Svensk musikkultur : PCCD 0803. 2009. Inspelat 1963.
- Evert Taube favoriter. William Clauson sjunger till Gunnar Hahns orkester. CD.  Svensk musikkultur : PCCD 0801. 2009. Återutgivning av LP och EP från 1963.
- Serenaden i Prästgatan. William Clauson sjunger Evert Taube. LP. Polydor : LPHM 46255.
- Sjung en liten sång. LP. Karusell : KP 3025. 1969.
- An evening at El Sombrero. LP. Polydor : LPHM 46259/ST.
- William Clauson with the mariachi sound. LP. Polydor : 2379 014. 1970.
- William. LP. Interdisc : ILPS 131. 1972.
- William Clauson sings with his Latin American trio Los Tres Guaramex. LP. Polydor : LPHM 46249.
- He's got the whole world in His hands. William Clauson and The Delta Rhythm Boys. LP. Nett Records : Nett 525. 1974.
- A guitar a voice in songs of love. LP. Rca : Yspl1-555. 1975.
- William Clauson sings songs from High Chaparral. CD. Svensk musikkultur : PCCD 0901. 2009.
- William Clauson på 78-varvare

## Teater

### Roller
| År   | Roll | Produktion                           | Regi           | Teater                 |
| ---- | ---- | ------------------------------------ | -------------- | ---------------------- |
| 1956 |      | Blåjackor Lajos Lajtai               | Albert Gaubier | Lorensbergs Cirkus     |
| 1966 | Erik | Nya Wermländingarne Sandro Key-Åberg | Christian Lund | Stockholms stadsteater |

### Fotnoter
1. ↑  Bibliothèque nationale de France, BnF Catalogue général : öppen dataplattform, id-nummer i Frankrikes nationalbiblioteks katalog: 17018384z.[källa från Wikidata]
2. ↑  https://www.sunkit.com/william-clauson-ar-dod/
3. ↑  HMV : X 8508
4. ↑  Adolphson, Olle (2009). Tystnaden smyger som en katt. EMI. Libris 11710049 - Texthäfte, sid. 34
5. ↑   Roland Bengtsson lär er spela gitarr en ny komplett gitarrkurs för nybörjare. [S.l.]: ICA-kuriren. 1974. Libris 879582
6. ↑  ”'Blåjackor' i Göteborg”. Dagens Nyheter:  s. 13. 11 september 1956. http://arkivet.dn.se/arkivet/tidning/1956-09-11/247/13. Läst 18 mars 2016.

### Webbkällor
- William Clauson i Svensk mediedatabas
- William Clauson på Svensk underhållningsmusik, revyer och film 1900–1960